# Lamyctes tristani
Lamyctes tristani är en mångfotingart som först beskrevs av Pocock 1893.  Lamyctes tristani ingår i släktet Lamyctes och familjen fåögonkrypare.
Artens utbredningsområde är:
- Madagaskar.
- Tristan da Cunha.

Inga underarter finns listade i Catalogue of Life.